# 밀양 만어사 아미타오존도
밀양 만어사 아미타오존도(密陽 萬魚寺 阿彌陀五尊圖)는 대한민국 경상남도 밀양시 삼랑진읍 만어사에 있는 불화이다. 2019년 8월 1일 경상남도의 유형문화재 제655호로 지정되었다.

## 지정 사유
『밀양 만어사 아미타오존도』는 보존 상태가 양호하며 1880년 조성된 불화이다. 정행(正涬), 정첨(正添) 2인에 의해 제작되었으며 19세기 후반의 아미타불화로 안정된 화면 구성, 세련된 필선과 비례를 잘 갖춘 인물표현 등 조선후기 19세기에 유행한 아미타오존도 형식과 양식이 잘 갖추어진 작품이다. 19세기 불화의 화풍과 안정된 인물 구성이나 인물들의 비례감이 잘 표현된 돋보이는 작품으로서 경상남도 유형문화재로 지정한다.

## 참고 문헌
- 밀양 만어사 아미타오존도 - 국가유산청 국가유산포털